# Paracyclops hirsutus
Paracyclops hirsutus – gatunek widłonoga z rodziny Cyclopidae. Nazwa naukowa tego gatunku skorupiaków została opublikowana w 2009 roku przez hydrobiologów Nancy F. Mercado-Salas i Eduardo Suárez-Moralesa.